# ویلی هاوک
ویلی هاوک (انگلیسی: Willie Huck؛ زادهٔ ۱۷ مارس ۱۹۷۹) بازیکن فوتبال اهل فرانسه است.
از باشگاه‌هایی که در آن بازی کرده‌است می‌توان به باشگاه فوتبال آرسنال، باشگاه فوتبال ای‌اف‌سی بورنموث، و باشگاه فوتبال آنژه اشاره کرد.